# Anisosilabismo
El anisosilabismo o heterometría es un término lingüístico usado en métrica, que indica que los versos de una estrofa o poema no guardan regularidad en cuanto al número de sílabas métricas.
El anisosilabismo es característico de los cantares de gesta españoles, como, por ejemplo, el Cantar de mio Cid, en los que la difusión es oral en origen, y los versos tienen números de sílabas distintos entre sí.
El significado de la palabra anisosilábico es: "no(an) - igual(iso) - sílaba(silábico)".
- Datos: Q8199946